# Фунікулер Жалякальніс

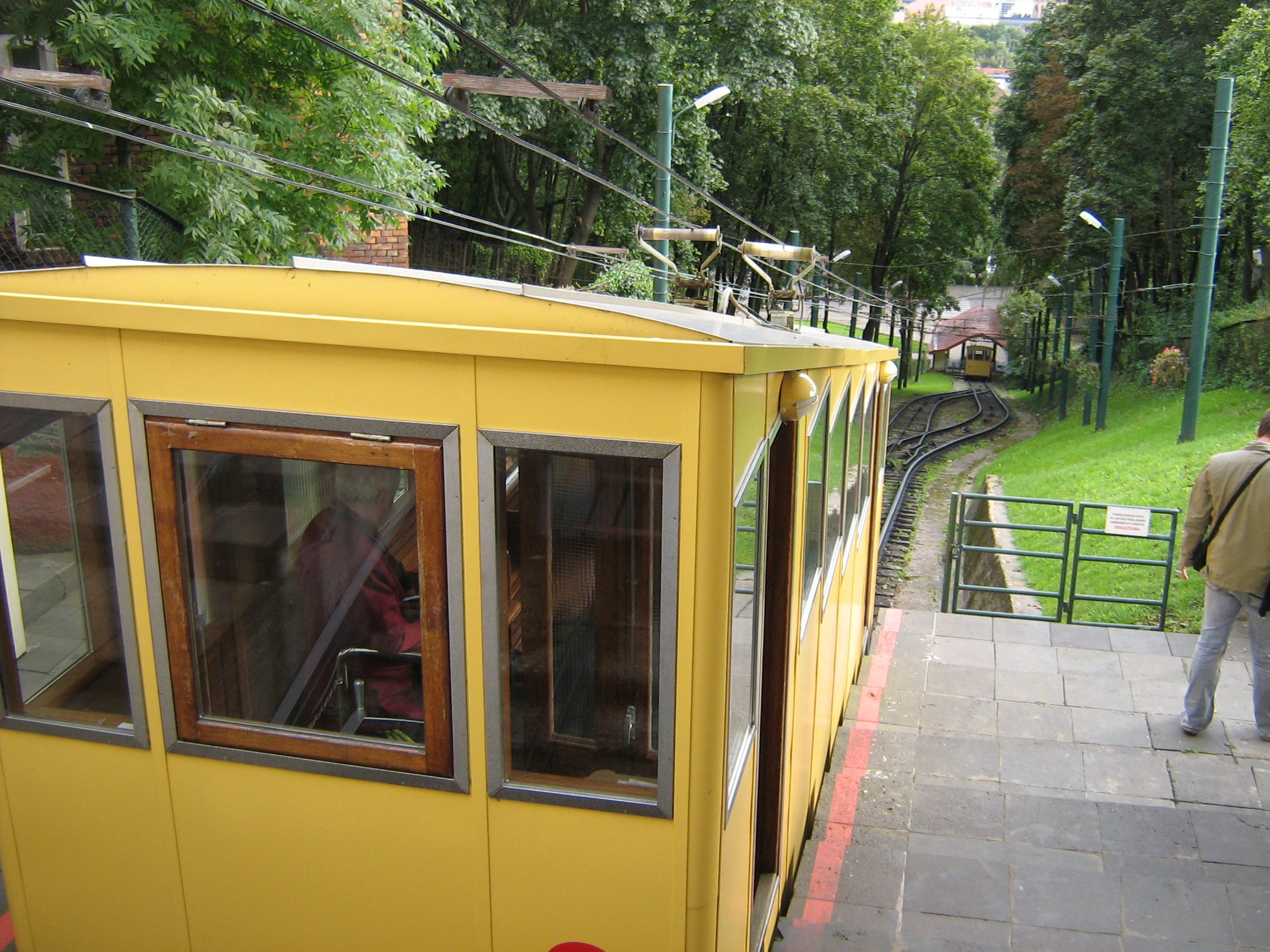
Фунікулер Жалякальніс, вид з гори

Фунікулер Жалякальніс (лит. Žaliakalnio funikulierius) — діючий фунікулер в місті Каунас, Литва. Введено в експлуатацію у 1931 році, є найстарішим фунікулером в Литві. Кузов фунікулеру виготовлено з дерев'яних панелей. Довжина маршруту 142 метри від Воєнного музею Вітовта Великого до церкви Воскресіння.
Фунікулер побудовано фірмою Curt Rudolph Transportanlagen Дрезден, Німеччина, електрообладнання — AEG, механіка — Bell Maschinenfabrik, Швейцарія. Офіційне відкриття відбулося 5 серпня 1931.
Фунікулер реконструйовали у період між 1935 і 1937, тоді побудували нові, більші вагони з кузовами Napoleonas Dobkevičius на підрамниках від Bell Maschinenfabrik, також нижня станція отримала зупинну будівлю.
Фунікулер Жалякальніс був включений до реєстру нерухомої культурної спадщини Литовської Республіки у 1993 році.
Фунікулер належить "Кауно ліфтай". Градієнт — 25,9%
З Зеленої гори (лит. Žaliakalnis) відкривається файний краєвид на Каунас.

## Дивись також
- Фунікулер Алексотас